# Tyresö község
Tyresö község (svédül: Tyresö kommun) Svédország 290 községének egyike. Stockholm megyében található, székhelye Bollmora.

## Települések
A község települései:
| Település     | Népesség | Megjegyzés                                                |
| ------------- | -------- | --------------------------------------------------------- |
| Brevikshalvön | 2018     |                                                           |
| Gimmersta     | 354      |                                                           |
| Raksta        | 746      |                                                           |
| Stockholm     | 39 253   | a község székhelye, Ballmora is Stockholm részének számít |